# Нижнее Голенково
Нижнее Голенково — опустевшая деревня в Селижаровском муниципальном округе Тверской области.

## География
Находится в западной части Тверской области на расстоянии приблизительно 14 км на север по прямой от административного центра округа поселка Селижарово на левом берегу речки Тихвина.

## История
Деревня была показана ещё на карте 1825 года. В 1859 году здесь (деревня Осташковского уезда Тверской губернии) было учтено 7 дворов, в 1939 — 39. До 2017 года входила в состав Березугского сельского поселения, с 2017 по 2020 год в составе Селижаровского сельского поселения Селижаровского района до их упразднения.

## Население
Численность населения: 81 человек (1859 год), 0 как в 2002 году, так и в 2010.